# Бондаренко Артем Юрійович
Артем Юрійович Бондаренко (нар. 21 серпня 2000, Черкаси, Україна) — український футболіст, атакувальний півзахисник донецького «Шахтаря». Бронзовий призер молодіжного чемпіонату Європи 2023 у складі збірної України U-21.

## Клубна кар'єра
Починав кар'єру в СДЮШОР (Черкаси), потім грав в академії «Дніпра» (Дніпропетровськ) і в Олімпійському коледжі імені Івана Піддубного. В 2016 році опинився в молодіжній академії донецького «Шахтаря». У сезоні 2016/17 виступав в команді U-17 у ДЮФЛУ, а потім грав у юнацькому та молодіжному чемпіонаті України, ставши найкращим бомбардиром юнацької першості U19 сезону-2018/19 (20 м'ячів). Забивав в 2 сезонах Юнацької ліги УЄФА.
Дебютував за першу команду в українській Прем'єр-лізі в матчі проти полтавської «Ворскли» (0:1) 1 березня 2020 року.

## Кар'єра в збірній
Викликався до юніорської збірної України до 19 років, за яку провів 8 матчів. У 2021-2023 роках був капітаном молодіжної збірної України з футболу.
У травні 2021-го року був вперше викликаний в  національну збірну України з футболу в рамках підготовки до Євро 2020, але на сам турнір заявлений не був.
У березні 2023-го року вдруге був викликаний до  національної команди на матч проти збірної Англії, але весь матч провів на лаві запасних.

## Статистика виступів
Станом на 24 травня 2025 року
| Сезон              | Команда            | Чемпіонат          | Чемпіонат | Чемпіонат | Кубок країни | Кубок країни | Кубок країни | Континентальні кубки | Континентальні кубки | Континентальні кубки | Інші змагання | Інші змагання | Інші змагання | Усього | Усього |
| Сезон              | Команда            | Ліга               | Ігор      | Голів     | Ліга         | Ігор         | Голів        | Ліга                 | Ігор                 | Голів                | Ліга          | Ігор          | Голів         | Ігор   | Голів  |
| ------------------ | ------------------ | ------------------ | --------- | --------- | ------------ | ------------ | ------------ | -------------------- | -------------------- | -------------------- | ------------- | ------------- | ------------- | ------ | ------ |
| 2019–20            | «Шахтар»           | УПЛ                | 5         | 0         | КУ           | 0            | 0            | ЛЧ                   | 0                    | 0                    | —             | —             | —             | 5      | 0      |
| 2021–22            | «Шахтар»           | УПЛ                | 6         | 1         | КУ           | 1            | 0            | ЛЧ                   | 2                    | 0                    | СКУ           | 0             | 0             | 9      | 1      |
| 2022–23            | «Шахтар»           | УПЛ                | 28        | 9         | —            | —            | —            | ЛЧ/ЛЄ                | 6+4                  | 0+1                  | —             | —             | —             | 38     | 10     |
| 2023–24            | «Шахтар»           | УПЛ                | 21        | 4         | КУ           | 4            | 2            | ЛЧ/ЛЄ                | 4+2                  | 0                    | —             | —             | —             | 31     | 6      |
| 2024–25            | «Шахтар»           | ПЛ                 | 29        | 12        | КУ           | 4            | 0            | ЛЧ                   | 8                    | 0                    | —             | —             | —             | 41     | 12     |
| Всього за «Шахтар» | Всього за «Шахтар» | Всього за «Шахтар» | 89        | 26        | —            | 9            | 2            | —                    | 26                   | 1                    | —             | 0             | 0             | 124    | 29     |
| 2020–21            | ФК «Маріуполь»     | УПЛ                | 21        | 8         | КУ           | 2            | 0            | —                    | —                    | —                    | —             | —             | —             | 23     | 8      |
| Всього за кар'єру  | Всього за кар'єру  | Всього за кар'єру  | 110       | 34        | —            | 11           | 2            | —                    | 26                   | 1                    | —             | 0             | 0             | 147    | 37     |

## Титули та досягнення
«Шахтар»
- Чемпіон України (3): 2019/20, 2022/23, 2023/24
- Володар Кубка України (2): 2023/24, 2024/25
- Володар Суперкубка України: 2021

Молодіжна збірна України
- Бронзовий призер молодіжного чемпіонату Європи: 2023